# TSV Eiche Köpenick

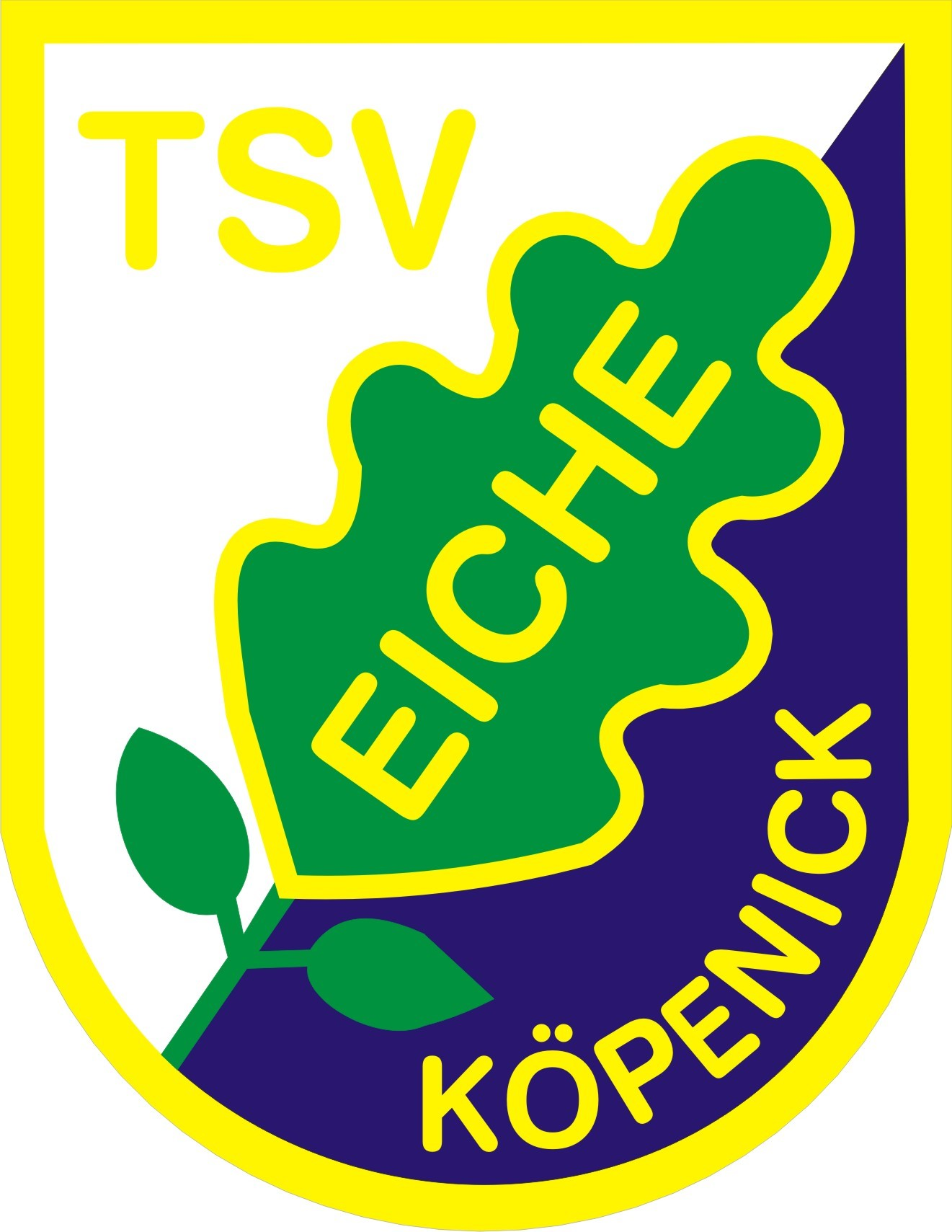
Logo des TSV Eiche Köpenick

Der TSV Eiche Köpenick ist ein deutscher Sportverein aus Berlin-Köpenick im Bezirk Treptow-Köpenick. Heimstätte des Vereins ist der Sportplatz an der Wendenschloßstraße 6.

## Der Verein

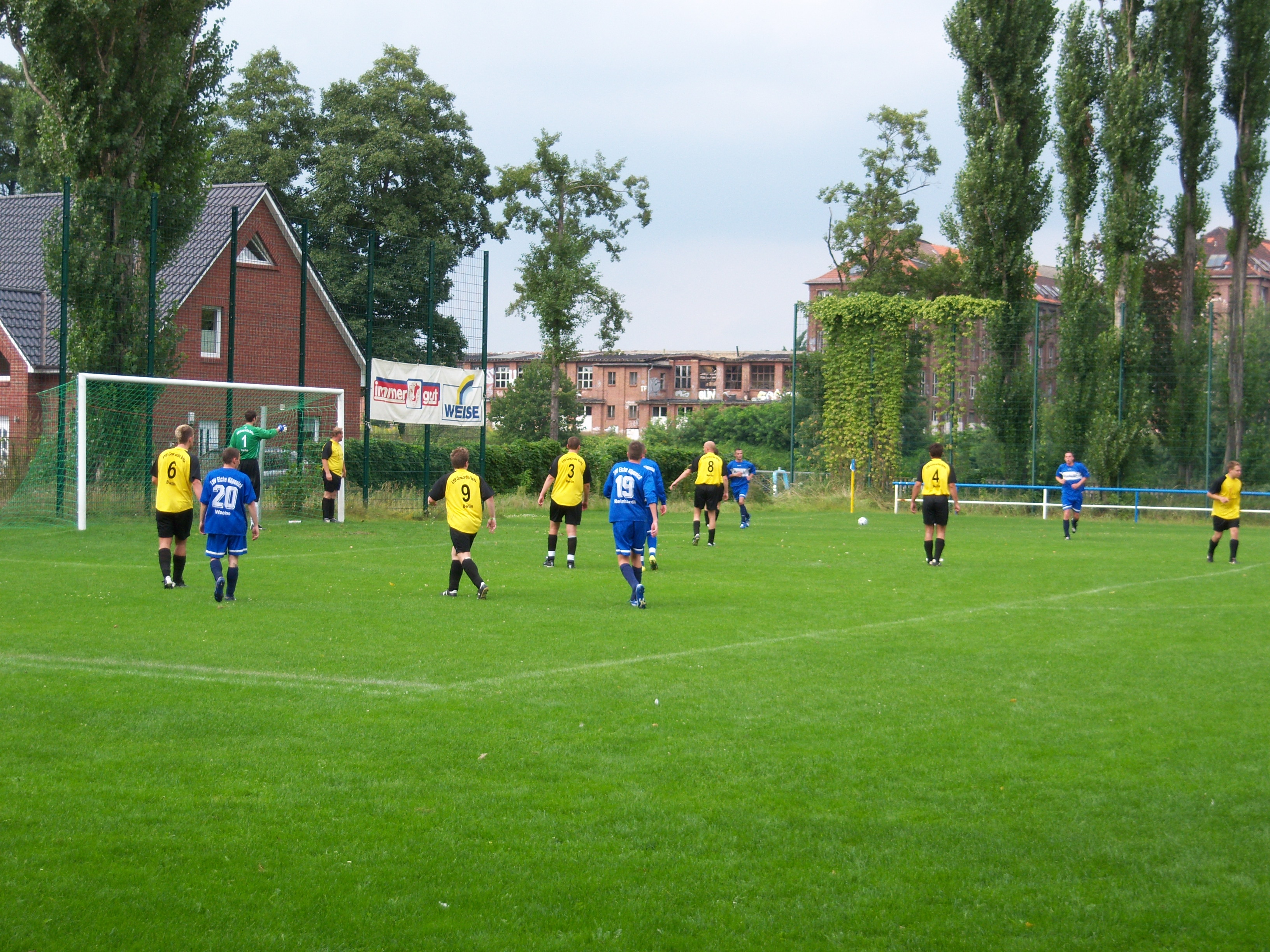
Der Eiche-Platz während eines Fußballspiels (2007)

Am 15. Januar 1896 wurde der Verein „Arbeiter-Turn- und Sport-Bund“ Köpenick von zwölf Turnern im heutigen Berliner Bezirk Köpenick gegründet. Damit ist er der älteste Köpenicker Sportverein unter gleichem Namen. Erst im Jahre 1912 wurde, trotz Protest der Turnerschaft, erstmals beim TSV Eiche Fußball gespielt.
Am 21. Juni 1921 wurde die neue Sportanlage, der „Eiche-Platz“ (Lage), zwischen Müggelspree und der Achenbach- und Wendenschloßstraße, von 1.500 Sportlern und Zuschauern feierlich eingeweiht und der Klub in TSV Eiche Köpenick umbenannt.
Nach dem Krieg ging es mit dem TSV Eiche Köpenick weiter und 1951 der ortsansässige Kegelverein „Kegler Köpenick“ in die Vereinsstrukturen eingegliedert. Insgesamt drei DDR-Meisterschaften in der Sektion Bohle (1952 in der Einzel- sowie der Mannschaftswertung und 1953 in der Einzelwertung) machten die Kegler zur erfolgreichsten Abteilung im Verein.
Von 1986 bis zur Wende wurde der Verein kurzzeitig in BSG Bau Eiche Köpenick umbenannt.
Nach der deutschen Einheit wurde der Verein wieder in TSV Eiche Köpenick zurückbenannt.
Neben den Sportarten Turnen, Fußball und Kegeln wurden im Laufe der Zeit auch Handball, Leichtathletik, Wettkampfangeln und Frauengymnastik ins Sportprogramm aufgenommen. Die aktuell größte Abteilung belegt der Fußball.

## Abteilung Angel- und Wassersport
Mitte der 90er Jahre schloss sich eine Gruppe Hobbyangler zur Eiche-Abteilung Angel- und Wassersport zusammen. 1999 bekamen sie eine Grundstücksfläche der ehemaligen Yucca-Terrassen in Berlin-Grünau, vom Bezirksamt Köpenick zur eigenen Nutzung angeboten. Auf dieser Fläche wurde die neue Sportstätte mit Versammlungs- und Veranstaltungsräumen errichtet. Die Abteilung zählt aktuell 33 Mitglieder.